# Basis Pursuit
Basis Pursuit (BP) ist ein in der Signalverarbeitung wichtiges mathematisches Optimierungsproblem der Form
{\displaystyle \min _{x}\|x\|_{1}\quad {\mbox{mit}}\quad y=Ax},
wobei {\displaystyle x\in \mathbb {C} ^{n}} der Lösungsvektor, {\displaystyle y\in \mathbb {C} ^{m}} der Beobachtungsvektor der Messung und {\displaystyle A\in \mathbb {C} ^{m\times n}} eine Transformationsmatrix (oft auch Messmatrix genannt) ist. Hierbei gilt {\displaystyle m<n}, wodurch das lineare Gleichungssystem {\displaystyle y=Ax} unterbestimmt ist.
Unter den Lösungen {\displaystyle x} der Gleichung {\displaystyle y=Ax} wird also diejenige mit minimalem Wert der {\displaystyle L_{1}}-Norm (Summe der Koordinatenbeträge, siehe Manhattan-Metrik) gesucht.

## Motivation
Ein klassisches Problem der Signalverarbeitung besteht darin, eine sparsame (d. h. aus wenigen Elementen gebildete) Zerlegung eines gegebenen Signals in einer umfangreichen Menge von Funktionen zu finden, die zum Beispiel trigonometrische Reihen und Wavelets enthält. Der Vektor {\displaystyle b\in \mathbb {R} ^{m}} ist das zu zerlegende Signal, die Spalten der Matrix {\displaystyle A} sind aus der gegebenen Funktionenmenge und die Komponenten von {\displaystyle x\in \mathbb {R} ^{n}} sind die gesuchten Koeffizienten, durch die das Signal dargestellt werden soll. Es soll also 
{\displaystyle b=\sum _{j=1}^{n}x_{j}A^{j}}
gelten, wobei {\displaystyle A^{j}} die {\displaystyle j}-te Spalte von {\displaystyle A} bezeichnet. Die Bedingung {\displaystyle m<n} ergibt sich daraus, dass eine sehr umfangreiche Menge von Funktionen verwendet werden soll. Aus ihr folgt, dass die Zerlegung von {\displaystyle x} nicht eindeutig ist. Weil man eine sparsame Zerlegung sucht, sollen möglichst wenige der Koeffizienten {\displaystyle x_{j}} von Null verschieden sein. Man sucht also die Lösung des Problems
{\displaystyle \min _{x}\|x\|_{0}\quad {\mbox{mit}}\quad y=Ax}
mit {\displaystyle \|x\|_{0}=\sharp \left\{j\colon x_{j}\not =0\right\}}. Diese sparsame Zerlegung ermöglicht eine kompakte Komprimierung des Signals.
Dieses Problem ist jedoch NP-schwer. Als handhabbare Annäherung betrachtet man deswegen das Problem
{\displaystyle \min _{x}\|x\|_{1}\quad {\mbox{mit}}\quad y=Ax},
dessen Lösung häufig nur wenige von Null verschiedene Komponenten hat, und das man mit Methoden der linearen Optimierung in polynomieller Zeit lösen kann.

## Lösungen
Die Lösungsmenge ist konvex, was die Anwendung klassischer Optimierungsverfahren ermöglicht. Die Lösungsmenge ist nichtleer, wenn {\displaystyle b} im Bild von {\displaystyle A} liegt.
Für einen Vektor {\displaystyle x\in \mathbb {R} ^{n}} bezeichnen wir {\displaystyle I=\left\{i\colon x_{i}\not =0\right\},I^{c}=\left\{i\colon x_{i}=0\right\}} und mit {\displaystyle A_{I},A_{I^{c}}} die aus den entsprechenden Spalten von {\displaystyle A} gebildete Matrix. Entsprechend bezeichnen wir mit {\displaystyle x_{I}} den aus den {\displaystyle I}-Komponenten gebildeten Vektor und mit {\displaystyle sign(x_{I})}, dessen {\displaystyle i}-Komponente {\displaystyle \pm 1} je nach Vorzeichen von {\displaystyle x_{i}} ist.
Existenz von Lösungen: {\displaystyle x\in \mathbb {R} ^{n}} ist genau dann eine Lösung, wenn es ein {\displaystyle y\in \mathbb {R} ^{m}} gibt, so dass {\displaystyle A_{I}^{T}y=sign(x_{I})} und {\displaystyle \Vert A_{I^{c}}^{T}y\Vert _{\infty }\leq 1}.
Eindeutigkeit von Lösungen: {\displaystyle x\in \mathbb {R} ^{n}} ist genau dann die einzige Lösung, wenn zusätzlich {\displaystyle A_{I}} injektiv ist und sogar {\displaystyle \Vert A_{I^{c}}^{T}y\Vert _{\infty }<1} gilt.